# Vasili Dzhugashvili
Vasili Iósifovich Dzhugashvili (en georgiano: ვასილი იოსების ჯუღაშვილი; en ruso: Василий Иосифович Джугашвили), conocido también como Vasili Stalin (en georgiano: ვასილი სტალინი; en ruso: Василий Сталин), (21 de marzo de 1921 - 19 de marzo de 1962), fue el hijo de Iósif Stalin y su segunda esposa, Nadezhda Allilúyeva.

## Primeros años
En la escuela, Vasili se distinguió solo por su carácter bromista, sus notas académicas eran muy malas (sacaba en su mayor parte 3 o 4 en el sistema de cinco niveles ruso). La muerte de su madre representó un gran cambio en su vida. Desde ese momento, Iósif Stalin dejó de visitar a sus hijos; solo la niñera y el jefe de seguridad de Stalin se ocuparon de Vasili y de su hermana, Svetlana. Un oficial, Serguéi Efímov, se encargó de cuidar continuamente a los dos niños.
Stalin recibía no sólo los informes de vigilancia de Efímov, sino también "informes" de Vasili, en los que el hijo de Stalin justificaba sus bromas o informaba sobre sus cuidadores. Cuando Vasili cumplió 17 años, expresó su deseo de ir a la Escuela de Aviación Militar Káchinskoie, una academia muy conocida y respetada en la Unión Soviética, ubicada en Kacha. Fue necesaria la intervención de Lavrenti Beria debido a las malas notas de Vasili. Al principio, Vasili recibió un tratamiento especial (habitación individual, comidas en la sala de oficiales, permisos semanales) pero su padre intervino personalmente y Vasili perdió todos estos privilegios.

## Servicio militar
Vasili comenzó su servicio militar activo en la 16.ª División de Aviación en Moscú. Allí conoció a Galina Burdónskaia, su futura esposa. Se casaron cuando Vasili tenía 19 años.
Como oficial del Ejército Rojo, Vasili ascendió rápidamente. Al principio de la Segunda Guerra Mundial era Inspector de las Fuerzas Aéreas en el Mando General. En diciembre de 1941 era Mayor y tras un par de meses fue ascendido a Coronel. Durante la guerra participó en 26 escaramuzas aéreas y derribó dos aviones enemigos. Al final de la guerra era General, Comandante de la División Aérea.
Fue ascendido a Mayor General en 1946, a Teniente general en 1947 y a Comandante de la Fuerza Aérea en el Distrito Militar de Moscú en 1948. Sin embargo, fue degradado como resultado de un accidente de aviación durante un desfile militar el 27 de julio de 1952 (Vasili insistió en que los aviones volaran a pesar del mal tiempo, posiblemente debido a un estado de embriaguez, lo que provocó que dos bombarderos Túpolev-4 se estrellaran).

## Arresto y prisión
Tras la muerte de su padre, comenzó un período problemático para Vasili. Fue arrestado el 28 de abril de 1953 porque reveló información de alto secreto durante una cena con diplomáticos extranjeros. Se lo acusó de denigrar a los líderes de la Unión Soviética, de realizar propaganda antisoviética y de negligencia criminal. La investigación judicial fue realizada por Lev Vlodzimirski (Влодзимирский, Лев Емельянович), uno de los fiscales más duros. Durante la investigación Vasili se declaró culpable de todos los cargos, incluso de los más exagerados. Poco después, en diciembre de 1953, el fiscal y su jefe Lavrenti Beria serían ejecutados debido a las luchas de poder entre los sucesores de Iósif Stalin.
Vasili Stalin pidió clemencia a los nuevos líderes soviéticos, Nikita Jrushchov y Gueorgui Malenkov pero se lo consideraba potencialmente peligroso y fue juzgado a puerta cerrada y no se le permitió representación legal. Se le condenó a ocho años de cárcel y un período de trabajo disciplinario. Fue encarcelado en la penitenciaría especial de la ciudad de Vladímir con el nombre de Vasili Pávlovich Vasíliev. Salió de prisión el 11 de enero de 1960. Entonces el Comité Central del Partido Comunista Soviético decidió concederle una pensión, una compensación financiera de 30 000 rublos, un piso de tres habitaciones en Moscú y un tratamiento de tres meses de vacaciones en Kislovodsk. También se le concedió permiso para llevar el uniforme de general y todas sus medallas militares.
Vasili Stalin esperaba recibir un perdón oficial que nunca llegó. Sus problemas con el alcohol empeoraron durante este período. El 9 de abril de 1960 pidió a Kliment Voroshílov que se le permitiera regresar al servicio militar. Irritado por la demora de una contestación a sus peticiones, Vasili acudió al consulado de China el 15 de abril y pidió un visado médico. Durante esta época las relaciones entre la Unión Soviética y la República Popular de China eran muy tensas y el Sóviet Supremo decidió el 16 de abril poner a Vasili bajo arresto domiciliario en Kazán y retirarle todos sus privilegios. Vasili Stalin murió el 19 de marzo de 1962, debido a un alcoholismo crónico.
Vasili Stalin fue rehabilitado parcialmente en 1999, cuando el Colegio Militar de la Corte Suprema le retiró los cargos de propaganda antisoviética con que había sido acusado en 1953. Su cuerpo fue trasladado a un cementerio de Moscú en 2002.

## Familia
Vasili Stalin se casó con Galina Burdónskaia y tuvieron cuatro hijos: Aleksandr, Nadezhda, Vasili y Svetlana.